# 負資產
負資產一詞指當一項被用在抵押保證而取得貸款、惟市值比尚未清還的本金現值還低的資產。這些資產大多數為物業或者土地，亦可能為汽車，或者大型電腦等等物品。
在物業市場內，這種由於物業的市值低於原先用來購買物業的借款（樓宇按揭）的現象，通常在物業價格普遍下跌後發生。這也表示，如果借款人無法還清購買物業所用的款項，貸款人即使把物業沒收或者是轉賣，都不能夠填補差價。借款人最終失去物業的同時，依然負債。
英國（1991年到1996年）和香港（1998年到2003年）在經濟衰退期間都出現負資產的情況。期間失業率上升，樓價下跌，導致銀行或房屋協會在物業價值低於欠款下，紛紛沒收這些按揭中的物業。
根據香港金管局的資料顯示，香港負資產問題最嚴重的時期為2003年6月，當時共有約105,697宗負資產按揭，佔所有按揭的22%，涉及金額1,650億港元，按揭金額與抵押的比例為128%，估計這些貸款的無抵押部分約值360億港元，意味著香港銀行單在按揭市場便需承擔360億港元的壞帳風險。

## 概說

### 香港
1997年亞洲金融風暴前，大部份香港人均以為樓價有升無跌，於是紛紛向銀行貸款7成或以上購買物業，期望短炒獲利。惟1997年下半年亞洲金融風暴來臨，再加上時任特首董建華推行的八萬五建屋計劃影響，樓價在一年間普遍下跌30%至50%，令大批業主及首置客資不抵債。在此影響下，打工仔收入大降以至失業，有些捱不過的人更被迫低價賣樓，甚至幾乎每天都出現跳樓、燒炭等自殺案件。在2003年第2季出現逾10.5萬宗負資產個案。其中居屋富榮花園，成為最多撻定個案的居屋樓盤。而將軍澳東港城、深井浪翠園、天水圍嘉湖山莊和荃灣愉景新城等屋苑的樓價事隔十多年仍未「返家鄉」（價格返回買入時水平）。到2016年第4季才保持零水平。不過到2018年第4季的金管局負資產按揭住宅的調查數字顯示，再錄得了262宗負資產住宅按揭個案。

### 美國
由於美國次貸風暴，有不少物業都在銀行未有衡量供款人的實際還款能力的情況下而批出貸款。但與英國及香港不同的是：承受了負資產的不是小業主，而是批出貸款的銀行，因為供款人在無力償還貸款之後，都選擇放棄物業遷離。在無法為物業尋找買家的情況下，銀行反而成了最大的輸家，引發了這次環球風暴。原因是美國的按揭制度與香港和英國不同；美國業主在放棄物業後即無需再為按揭負責。
除了物業以外，汽車亦是美國負資產的另一個源頭。根據統計，在美國只有約55%的車主在購置汽車時會付清之前的汽車貸款。部份車主在購買新車時仍然拖欠之前的汽車貸款。因此，一旦車主因為各種問題而無力支付供款時，由於汽車貶值比物業還要快，他們很快就成為了負資產。有些車主為求脫債而把汽車放棄，但其實這樣做只會益了車行，因為他們除了可以在二手市場賣出汽車以外，車主還要繼續向他們支付中間的差價，而原車主卻依舊沒有汽車使用。

### 日本
在日本泡沫經濟後，地方城市地價狂跌。以國土交通省公式地價為例，2011年至2017年，只有東京、大阪、名古屋三大都市圈住宅用地價格還保持，地方的地價下跌了一成。泡沫經濟期間，曾經出現度假公寓熱潮，1987年出台的《综合疗养地建设法（度假法）》從稅收上提供開發度假區的優惠更刺激了當時的度假地區的土地交易。隨著地價暴跌，1991年位於伊豆的300平方米別墅用地買入要1300萬日元，而到2017年要10萬日元才能出售。
在日本少子化的背景下，部分大型建築公司向郊區的土地擁有者推銷建設長租公寓，並承諾建成的長租公寓有一定期限的租金保證期，過了租金保證期都會要求房東降價。根據《朝日新聞》的調查發現公寓建成每隔五年空置率就會上升，而且隨著房齡上升，空置率也會上升，超過15到20年房齡的公寓有兩成出現虧損，房租無法支付修繕和貸款，成為負資產。

## 延伸阅读
- Irwin, Robert. . McGraw-Hill Professional. 2004: 180.
- Nerad, Jack. . 1996: 129.
- Christie, Les. . CNN/Money staff writer. 2005-08-04  [2008-05-04]. （原始内容存档于2021-03-23）.

## 參看
- 按揭
- 法拍屋
- 强制收回
- 喪失抵押品贖回權
- 負攤銷

## 外部連結
- House Price Crash （页面存档备份，存于）